# Bagnères-de-Bigorre
Bagnères-de-Bigorre (uttal (fil)), med 7 060 invånare (2022), är en kommun i sydvästra Frankrike i departementet Hautes-Pyrénées i hjärtat av franska Pyrenéerna. Området var redan under romartiden - under namnet Vicus aquensis - känt för sina utmärkta källor med järn- och kalksulfatrikt vatten med en värme av 31-51 °C.
I tätorten Bagnères-de-Bigorre, som ligger i en nationalpark vid foten av Tourmaletpasset vid floden Adour, finns även idag en elegant badanläggning, Grands Thermes och en ridanläggning, Centre Equestre Municipal La Gailleste.
I närheten hittar man Laurent Fignon center, Bigorre golfbana och Frankrikes största skidanläggning i Pyreneerna, med Pic du Midi de Bigorre tornande sig över pisterna. På toppen, 2877 meter över havet, ligger observatoriet Pic du Midi de Bigorre, centrum för fransk astronomisk forskning.
I Bagnères skedde målgången efter start i Toulouse av nionde etappen i Tour de France 2008. Starten skedde på 157 meters höjd och som högst passerade cyklisterna Col de Peyresourde på 1569 meter. Bagnères hade nio gånger tidigare besökts av Tour de France, senast år 2003.

## Befolkningsutveckling
Antalet invånare i kommunen Bagnères-de-Bigorre
| Referens: INSEE |